# 蒲田区
蒲田区（かまたく、旧字体：蒲田區）は、東京府東京市（後に東京都）にかつて存在した区である。1932年（昭和7年）から1947年（昭和22年）までの期間（35区の時代）に存在した。現在の大田区南部。

## 地理
面積：22.15 km2
- 海：東京湾[2]
- 河川：多摩川[2]

## 歴史
旧蒲田区に該当する区域は、1878年（明治11年）の郡区町村編制法施行の時点では、荏原郡に属し、蒲田新宿村（単に「新宿村」とも）、北蒲田村、御園村、女塚村（おんなづかむら、おなづかむら）、八幡塚村（はちまんづかむら）、高畑村、雑色村（ぞうしきむら）、町屋村、古川村、羽田村、羽田猟師町、鈴木新田、麹谷村（こうじやむら）、浜竹村、下袋村、萩中村、矢口村、古市場村、下丸子村、道塚村、蓮沼村、今泉村、原村、小林村、安方村の1町24村があった。このうち麹谷村、浜竹村、下袋村は1879年（明治12年）に合併して新たな麹谷村となり、この区域の町村数は1町22村となった。
1889年（明治22年）の市制町村制施行に際し、これら1町22村は廃置分合され、荏原郡蒲田村、六郷村、羽田村、矢口村の4村に編成された。
羽田村は1907年（明治40年）、蒲田村は1922年（大正11年）、六郷村と矢口村は1928年（昭和3年）、それぞれ町制を施行し、羽田町、蒲田町、六郷町、矢口町となった。

### 沿革
- 1932年（昭和7年）10月1日 - 荏原郡全域が東京市に編入[5]。羽田町、蒲田町、矢口町、六郷町 の区域に蒲田区を設置[5]。尚、1932年（昭和7年）4月26日に、東京市から東京府へと提出（内申）された市域拡張案では、蒲田町・池上町・東調布町・矢口町・六郷町で蒲田区、羽田町は大森区となる予定であった。
- 1934年（昭和9年）6月1日 - 大森区との境界を変更[6]。
- 1943年（昭和18年）7月1日 - 東京都制が施行され、東京市と東京府が廃止され、東京都を設置。
- 1947年（昭和22年）3月15日 - 大森区と合併して大田区を新設[7]。

## 行政

### 歴代区長
| 代   | 氏名       | 就任年月               | 退任年月               | 備考       |
| ---- | ---------- | ---------------------- | ---------------------- | ---------- |
| 1    | 戸室康吉   | 1932年（昭和7年）10月  | 1933年（昭和8年）11月  | 蒲田区発足 |
| 2    | 加藤守道   | 1933年（昭和8年）11月  | 1936年（昭和11年）10月 |            |
| 3    | 三宅亀吉   | 1936年（昭和11年）10月 | 1938年（昭和13年）12月 |            |
| 4    | 松倉恒次郎 | 1938年（昭和38年）12月 | 1940年（昭和15年）12月 |            |
| 5    | 栗田敏     | 1940年（昭和15年）12月 | 1942年（昭和17年）9月  |            |
| 6    | 増田武雄   | 1942年（昭和17年）9月  |                        |            |
| 不詳 | 好士金之助 |                        |                        | 1946年時点 |

## 名所・施設
- 穴守稲荷神社[9]
- 蒲田八幡神社
- 新田神社
- 六郷神社
- 稗田神社
- 松竹キネマ蒲田撮影所
- 東京飛行場（現・東京国際空港）
- 日本飛行学校
- 羽田運動場
- 六郷水門

## 交通

### 鉄道
- 国鉄（現JR東日本）
  - 東海道本線（京浜線（現京浜東北線）） ： 蒲田駅
- 京浜電気鉄道（→東京急行電鉄（大東急）、現京浜急行電鉄）
  - 本線 ： 梅屋敷駅 - 蒲田駅（JR蒲田駅とは異なる）（→京浜蒲田駅、現京急蒲田駅） - 下町駅（廃駅） - 出村駅（廃駅） - 雑色駅 - 六郷駅（→八幡塚駅、その後廃駅） - 六郷堤駅（現六郷土手駅） - 中町駅（廃駅）
  - 穴守線（現空港線） ： 糀谷駅 - 大鳥居駅 - 競馬場前駅（廃駅） - 旧・穴守駅（→旧・京浜急行の羽田駅→稲荷橋駅、現穴守稲荷駅） - 旧・京浜急行の羽田空港駅（廃駅） - 新・穴守駅（廃駅）
- 目黒蒲田電鉄（→東京横浜電鉄→東京急行電鉄（大東急）、現東急電鉄）
  - 蒲田線（→目蒲線、現東急多摩川線） ： 下丸子駅 - 新田駅（現武蔵新田駅） - 矢口駅（現矢口渡駅） - 本門寺道駅（→道塚駅、その後廃駅） - 蒲田駅
- 池上電気鉄道（→目黒蒲田電鉄→東京横浜電鉄→東京急行電鉄（大東急）、現東急電鉄）
  - 池上線 ： 蓮沼駅 - 蒲田駅

羽田整備場駅（現整備場駅）、旧・東京モノレールの羽田駅（廃駅）（東京モノレール羽田空港線）、新・羽田駅（現天空橋駅）（京急空港線、モノレール羽田空港線）は開業していなかった。なお、蒲田区域内に羽田空港第3ターミナル駅（京急空港線、モノレール羽田空港線）、新・京浜急行の羽田空港駅（現羽田空港第1・第2ターミナル駅）（京急空港線）および新整備場駅、東京モノレールの羽田空港駅（現羽田空港第1ターミナル駅）、羽田空港第2ターミナル駅（モノレール羽田空港線）が、そして蒲田区域周辺に昭和島駅（モノレール羽田空港線）があるが、蒲田区が存在していた頃は駅周辺の土地の埋め立てが完了していなかった。

### 道路
- 京浜国道